# YAT Anshin! Uchū Ryokō
YAT Anshin! Viajes espaciales de Lujo (YAT安心！宇宙旅行 YAT Anshin! Uchū Ryokō?) es un anime de ciencia ficción producido por Group TAC, y emitido en la cadena japonesa NHK desde el 5 de octubre de 1996 hasta el 27 de septiembre de 1997, se emitió una segunda serie del 11 de abril de 1998 al 3 de octubre de 1998. El anime también se ha difundido en Singapur, España, México, Nicaragua, Israel, Filipinas, Indonesia, Perú, Portugal y América del Norte. A pesar de su fanbase, no hay planes para un doblaje inglés a partir de 2009, 11 años después de que el último episodio fue transmitido en Japón.

## Argumento
La serie consta de dos temporadas.

### Primera temporada
Nos encontramos en el año 5808. La civilización humana ha dado pasos gigantescos en la conquista del espacio. Desde 15 años atrás, con la creación del Túnel Tridimensional, que permite viajar por todo el universo teletransportándose desde un punto del espacio a otro, no hay rincón del universo conocido al que no se pueda viajar. "El Señor del Cosmos" es la compañía que gestiona el túnel tridimensional y domina el sector de los viajes interestelares, haciendo que muy pocas empresas sigan adelante. Una de esas pequeñas empresas es YAT ("Yamamoto Anshin Travel", Viajes Tranquilos Yamamoto), capitaneada por Yamamoto, cuya bella hija Katsura es la azafata, un lagarto alienígena llamado Bucky es la mascota de la compañía, el robot de navegación Kanabii y el piloto Ucchii, un extraterrestre depresivo y maniático de los horarios. A YAT se une por obligación (a causa de un accidente, debe trabajar allí para pagar los costes de reparación de la única nave de la compañía) Gorou Hoshiwatari, un adolescente que ha abandonado su hogar para viajar por el espacio y dar con el paradero de su padre, que desapareció hace 15 años durante la explosión del principal centro transportador del Túnel tridimensional del que él era creador. Enamorado de Katsura, se convierte en el mecánico de YAT y viaja en las salidas espaciales organizadas por la agencia, investigando cualquier pista que encuentre sobre su padre. Pero encontrar a su padre no será su único problema, ya que la joven Kanea, heredera del imperio de su madre, dueña de "El Señor del Cosmos", se enamora de él. Además, la madre de Kanea y presidenta de la compañía, Ann Marygold, tiene un misterioso y conflictivo pasado en común con Yamamoto. Y no es el único misterio que los personajes ocultan. A todos estos personajes se unirán una extensa gama de secundarios (los ancianos señores Toukichi, el capitán Rock, Hachibei, Nanako, o Mushashi), para vivir todo tipo de aventuras por el espacio. ¿Encontrará Gorou a su padre? ¿Qué sucedió 15 años atrás? ¿De qué se conocen Yamamoto y la madre de Kanea?
Secretos, acción, mucho humor y aventuras ambientadas en todo tipo de planetas. Dado los muchos juegos de palabras de la serie, decir que el doblaje español optó por la inventiva total y dar una cierta libertad sin salirse del argumento de la serie.

### Segunda temporada
Han pasado seis meses desde el final de la primera temporada. La nave de YAT, con toda su tripulación, es transportada por accidente a un universo desconocido. El responsable resulta ser el profesor Nota, un científico que trabaja en desarrollar una máquina capaz de teletransportar. Todo iba a ser un encuentro breve, pero el profesor es secuestrado por los esbirros del malvado emperador Ganon. Rosita, la ayudante del profesor, ayudará con sus poderes psíquicos a la tripulación de YAT en el rescate del Profesor Nota y así permitirles volver a la Tierra.

## Lista de personajes
Los nombres que aparecen a continuación son los que aparecen en la versión original, en España y en México.

### Tripulación de YAT
Goro Hoshiwatari (ES/AR: Goyo Meteojorito, MX: Rollo Stargazer) (星渡 ゴロー Hoshiwatari Gorō?)
Protagonista de la serie. Tiene 16 años, su cumpleaños es el 5 de abril y es Aries. Trabaja en YAT como el encargado de mantenimiento y limpieza; es valiente, algo tímido y está dispuesto siempre a trabajar en lo que sea. La mayoría de las veces es explotado por su jefe Yamamoto. El inventor del túnel tridimensional fue su padre Daigo Hoshiwatari que desapareció a raíz de un accidente producido allí, por ello trata de encontrar a su padre. La forma de su pelo se asemeja a la de un cangrejo por eso, en varias ocasiones se enfada porque le llaman "cara de cangrejo" y el piensa que es insultante y es bastante bueno jugando al shōgi. Esta absolutamente enamorado de Katsura.
Katsura Tenjouin (ES: Quermosura Quesoy, MX: Betsy Nebula, AR: Kermosura Kesoy) (天上院 桂 Tenjōin Katsura?)
Hija adoptiva de Yamamoto, aunque luego más tarde pasó a apellidarse Tenjouin. Tiene 18 años y es Piscis. Es dulce y cariñosa, pero si se siente en peligro usa instintivamente maniobras de artes marciales que mandan a volar a cualquiera, es la única persona que tranquiliza a los pasajeros furiosos e inconformes cantándoles una canción para que se queden dormidos. Además de esto, es la azafata de la nave de YAT y la mecánica de la empresa. Sus talentos culinarios no son los mejores y de vez en cuando se enfada. También tiene comunicación telepática y realiza predicciones, además de más poderes paranormales.
Kaoru Yamamoto (ES/AR: Carloto Yamamemoto, MX: Tommy Yamamoto) (ヤマモト カオル Yamamoto Kaoru?)
Presidente de YAT y capitán del YAT Dove. Tiene 45 años y es Virgo. Considerado un viejo lobo del espacio, fue un pirata muy temido hasta que se retiró, es muy ambicioso y egoísta, organiza viajes a destinos baratos o prohibidos y los cobra a precios elevados, pero en el fondo tiene buen corazón. Da su vida por Katsura.
Ucchi (ES: Cuchi Cuchi, AR: Cuchi) (ウッチー?)
Es un marciano piloto de la nave de YAT, sueña con tener su propia nave. Es Capricornio y tiene 31 años. Muy sensible, es un obseso de la puntualidad y se deprime fácilmente. Tiene la habilidad de cambiar de apariencia para disfrazarse de otra persona o animal, de esa forma, ha sacado de problemas a Goro y ayudado a Katsura, lo cual refleja su aprecio por los demás.
Kanabi (ES: Roberto Casquivana, MX: Punta, AR: Casquivana) (カナビー?)
Este robot es el navegante de la nave de YAT, como su sistema de orientación no funciona bien, tiene diferencias con Ucchii, con quien siempre termina peleando. A pesar de ser un robot cuenta con sentimientos, es por eso que también se deprime y enfada. Su signo del zodiaco Libra y tiene 12 años.

### Personajes de la primera temporada
Bucky (ブッキー Bukkī?)
Mascota de la tripulación. Es una especie de lagarto hembra con un cuerno que lanza rayos en su cabeza. En el episodio 31 habla y descubren que es hembra. Aunque es inofensiva y tranquia mucha gente le tiene miedo, menos Katsura con quien tiene una amistad especial.
Haruka Hoshiwatari (ES: Maruja Meteojorito, MX: Haruka Stargazer, AR: Haruka Meteojorito) (星渡 ハルカ Hoshiwatari Haruka?)
Es la madre de Goro. Es conductora de un camión y debido a la edad ha cambiado su físico y aunque el padre de Goro hubiese desaparecido siempre piensa que Daigo sigue siendo buena persona.
Daigo Hoshiwatari (ES: Diego Meteojorito, MX: Dick Stargazer, AR: Dick Meteojorito) (星渡 ダイゴ Hoshiwatari Daigo?)
Es el padre de Gorou. Es el creador del túnel tridimensional y del Sistema Daigo. Había desaparecido durante el accidente del prototipo del túnel tridimensional. Debido al accidente, estuvo involucrado en una dimensión paralela y más lenta estando ausente 15 años, debido a las diferencias en el flujo del tiempo y él en una dimensión solo estuvo atrapado 20 días, por ellos a diferencia de los demás, sigue conservando sus años.
Señores Toukichi (ES: Ruiz de Velasco) (藤吉?)
Son una pareja de ancianos que siempre van en los viajes de YAT desde el primer viaje con la agencia. Nunca se preocupan de lo que pueda ocurrir porque piensan que es algo "habitual". Su nombre en la versión castellana deriva del apellido de la actriz Elena Ruiz de Velasco. No participan en el episodio 22 porque llegan 3 horas tarde.
Capitán Rock (キャプテン・ロック Kyaputen Rokku?, Captain Rock)
Es una pirata espacial y posee nave propia. Realiza junto con Nanako y Hachibee sus propias canciones aunque no tenga muy buen gusto para ello y él es el que canta. Se deprime con facilidad dado que no suele ayudar mucho y también cuando no aprecian su música. Además, antes estaba en la misma tripulación de Yamamoto cuando era pirata. Mientras estaba en la banda de Yamamoto conoció a Ann Marygold y se enamoró, pero ella no tenía ningún interés en él. Tiene 32 años y es Acuario. Es una parodia del capitán Harlock.
Nanako (ナナコ?)
Es pirata y a la vez compañera de Rock y Hachibee, es un poco quisquillosa y toca la guitarra en el grupo de Rock. También estaba en la tripulación de Yamamoto. Es Escorpio. Es una parodia de la chica rubia de la serie del capitán Harlock.
Hachibee (ES/MX/AR: Hachibei) (ハチベー?)
Pirata y compañero de Rock y Nanako. Se busca muy bien la vida y le gusta mucho la mecánica. Toca el teclado en el grupo de Rock. Es Tauro. Es una parodia de un personaje de la serie del capitán Harlock.
Kanea Marigold (ES: Divina Maritela Marinera, MX: Carmen Marigold, AR: Divina Maritela) (カネア・マリーゴールド Kanea Marīgōrudo?)
Una niña ricachona, hiperactiva, malcriada e insoportable. Tiene 14 años y es Sagitario. Dueña del Grupo Reina Mary Gold, un crucero espacial de mucho prestigio en el espacio, se enamoró a primera vista de Goro y busca cualquier oportunidad para estar con él y, como es natural en estos casos, tiene celos de Katsura. Siempre intenta resolverlo todo con dinero y sus tarjetas de crédito. Es supervisada por Daniel. Además, es hija de Ann Marygold.
Ann Marigold (ES: Ana Maritela Marinera, AR: Ana Maritela) (アン・マリーゴールド An Marīgōrudo?) (Nombre de soltera: Ann Kid/ Ana Chico)
Madre de Kanea y presidenta de la agencia Señor Del Cosmos. Tiene mucho dinero y muchos enemigos. Es reacia y ambiciosa. Es la nieta del legendario pirata espacial Capitán Chico. Se unió a la banda de Yamamoto cuando era pirata para encontrar el tesoro escondido de su abuelo y también robar los mapas para realizar el verdadero túnel tridimensional. Conoció a Donzu, su difunto esposo y padre de Kanea cuando le intentó vender los planos del túnel tridimensional y decidieron hacerlo juntos. Luego más tarde, gracias a los planos que robó creó el Túnel Tridimensional Madre, que tuvo fallos y estuvo a punto de destruir la Tierra. Tiene 41 años y es Leo.
Donzz Marigold (ES: Donato Maritela Marinera, AR: Don Maritela) (ドンズ・マリーゴールド Donzu Marīgōrudo?)
Padre de Kanea y difunto esposo de Ann Marygold. Era amable y atento. Además era el mejor amigo de Daigo Hoshiwatari y deseaban hacer un túnel tridimensional y verlo terminado. Pero después ocurrió el accidente del túnel. Cuando trabajaba para conseguir los derechos del Túnel Tridimensional, conoció a Ana y decidieron hacerlo ellos dos. Falleció en el año 5795, a la edad de 34 años, cuando Kanea era pequeña.
Daniel (ダニエル Danieru?)
Es el ayudante de Ann Marygold y el encargado de vigilar a Kanea. Tiene pensado hacerse con el poder del Grupo Reina Mary Gold casándose con Kanea, pero ella está enamorada de Goro. Es hábil, aunque siempre fracase en lo que se propone, pero en verdad tiene un buen corazón. Tiene 24 años y es Géminis.
MAM (ES: Mami) (マム Mamu?)
Es el sistema operativo del Grupo Reina Mary Gold que lo maneja todo. Está diseñada para realizar una adecuada educación de Kanea y cuidarla. A pesar de ser una máquina tiene sentimientos y quiere mucho a Kanea.
Doris Anderson (ドリス・アンダーソン Dorisu Andāson?)
Es la jefa del Señor del Cosmos en el departamento de reparación del túnel tridimensional. Dice ser la persona que más sabe del túnel tridimensional y le ayudó a Gorou a salir de la dimensión paralela con su padre.
Musashi (ES: Muchachito) (ムサシ?)
Es un anciano que vive en la Estrella Dorada. Tiene 68 años. Parecía saber el paradero del padre de Gorou, dado que aparecía en la foto que tenía Gorou de su padre pero era debido a que le gustaba mucho posar en las fotos ajenas. E intentó robar la nave de YAT pero al final no lo consiguió, aunque en verdad es buena persona. Interviene varias veces con esperanzadores datos del paradero del padre de Gorou para ayudarle pero no todos resultan ser eficientes.

#### Otros
Bucky Wilson (?)
 Fue el piloto de YAT en los primeros años de la compañía. En un viaje al planeta Verde, fue encantado por los mapaches nativos. Estos animales manipularon su memoria para que abandonara YAT y cuidara de ellos.
Yuki (?)
Es una niña pequeña, que se escapó de casa de sus padres para viajar de polizón con YAT, y le causó problemas a la tripulación con sus travesuras. Se hizo amiga de Gorou y le dio consejos para seducir a Katsura.
Gannoso Fideuá (?)
 Es un cocinero de comida china especialista en fideos. Es el dueño del restaurante situado justo al lado de la oficina de YAT.
Gabriel Fumanchí (?)
 Es el alcaide de la prisión de Calcatraz. Muy orgulloso y arrogante, es rival de Yamamoto desde que se conocen.
Luis Fernando (?)
Uno de los antiguos miembros de la banda de piratas de Yamamoto. Musashi lo confundió con el padre de Gorou cuando se encontró con él en el planeta Álamo.
Amada (?)
Un preso de la cárcel de la Luna, fue el presidente de una pequeña agencia de viajes que acabó en la quiebra por culpa del Señor del Cosmos. Interno de la celda vecina de Yamamemoto durante la estancia de éste en prisión, guarda un gran rencor a Ana Maritela Marinera. Sabe cómo escapar de la celda para llegar al comedor a cualquier hora.
Profesor Bates (?)
Es un ingeniero, creador de los robots Kanabii y Emilita. Durante un tiempo trabajó para YAT.
Emilita (?)
Es una robot ginoide, creada por el Profesor Bates. Posee información confidencial sobre todos los antiguos miembros de la banda de piratas de Yamamoto.
Sr. Elmer (?)
 Es el actual presidente del Gobierno terrestre. Se lleva mal con Ann Marygold.

### Personajes de la segunda temporada
Monica Françoise/ Mónica del Camino de la Cruz (モニカ・フランソワーズ Monika Huransowāzu?)
Insistente trabajadora a tiempo parcial en la segunda temporada, sustituyendo a Katsura. Es bastante reacia y siempre está peleándose con Yamamoto y amenazándole de dimitir de YAT, pero en verdad no quiere irse y tiene un buen corazón. No le gustan para nada los insectos y menos las cucarachas. Su sueño es casarse y formar una familia. Tiene 15 años.
Maron/ Rosita (マロン?)
Es una chica con apariencia de animal con poderes de teletransporte. Es la asistente del Profesor Note y le ayuda en sus tareas. Entrena mucho para mejorar su habilidad de teletransporte y se lleva muy bien con Gorou. Es imprescindible en el Teletransportador. Su origen al llegar flotando en un trozo de hielo es un misterio. Tiene 8 años.
Profesor Note/ Nota (ノート博士 Nōtu Hakushi?)
Es según él, el científico más conocido en su universo. Tiene apariencia de perro y en la cola tiene otra mano, por lo que le es más fácil realizar sus tareas. Se preocupa mucho por Maron ya que le considera como una hija y creó el Teletransportador para poder averiguar su origen.
Emperador Ganon/ Papón (ガノン?)
Es una especie de monstruo con grandes bigotes y apariencia de siluro. Posee un imperio, el Imperio Ganon. Es malvado y desea conquistar el universo con ayuda del Teletransportador. Tiene muchas habilidades, entre ellas, la magia. Mediante sus poderes, consigue que cualquier persona se convierta en su siervo o sufra alucinaciones, pasando a estar a sus órdenes. Sus secuaces son el guerrero Barasu, la forzuda Dotsuuku y el inteligente Saguuru.
Barasu/ Barrabás (バラス?)
Secuaz de Ganon con apariencia de tiburón. Usa una espada de orihalcon de la que no puede separarse, cuando esto ocurre, entra en depresión. Le tiene manía a Gorou, y le llama "Cara de cangrejo".
Dotsuuku/ Sansona (ドツーク?)
Secuaz de Ganon con apariencia de pez globo muy grande. Alardea que es la más fuerte del universo y posee una gran fuerza y velocidad en carrera. Le tiene manía a Katsura, siendo su rival en fuerza.
Saguuru/ Verdín (サグール?)
Secuaz de Ganon con apariencia de pez marino. Alardea de ser el individuo más inteligente y sexy del universo. A diferencia de Barrabás y Sansona, en sus planes para capturar a Rosita no utiliza la fuerza, sino sus inventos mecánicos, que suelen provocar escenas cómicas. Le tiene un poco de manía a Mónica.
Surume/ Sepia Seca (スルメ?)
Es el jefe de los científicos del Imperio Ganon y secretario del Emperador. Se encarga de vigilar al Profesor Note mientras es raptado, y de diseñar armas para combatir a los enemigos del Imperio Papón, entre ellos la tripulación de YAT. Nadie recuerda su nombre y le llaman de otras maneras.

### Reparto de doblaje
| Goro Hoshiwatari Goyo Meteojorito (ES/AR) Rollo Stargazer (MX) | Motoko Kumai           | Amelia Jara                                         | Marina Huerta          | Diego Brizzi   |
| Katsura Tenjouin Quermosura Quesoy (ES) Betsy Nebula (MX) Kermosura Kesoy (AR) | Hekiru Shiina          | Raquel Martín                                       | Carmen Martínez        | Sol Nieto      |
| Kaoru Yamamoto Carloto Yamamemoto (ES/AR) Tommy Yamamoto (MX) | Kiyoyuki Yanada        | Juan Carlos Lozano                                  | Ricardo Hill           | Marcelo Armand |
| Ucchii Cuchi Cuchi (ES) Cuchi (AR) | Katsumi Suzuki         | Ángel Sacristán                                     | Ricardo Mendoza        |                |
| Kanabi Roberto Casquivana (ES) Punta (MX) Casquivana (AR) | Kappei Yamaguchi       | Ingrid Ravel                                        | Ricardo Hill           |                |
| Bucky | Yūko Mita              |                                                     |                        |                |
| Haruka Hoshiwatari Maruja Meteojorito (ES) Haruka Stargazer (MX) Haruka Meteojorito (AR) | Kumiko Watanabe        | Elena Ruiz de Velasco Pepa Agudo                    |                        |                |
| Daigo Hoshiwatari Diego Meteojorito (ES) Dick Stargazer (MX) Dick Meteojorito (AR) | Jūrōta Kosugi          |                                                     | Yamil Atala            |                |
| Señores Toukichi Ruiz de Velasco (ES) | Rokurō Naya/ Yūko Mita | Ángel Sacristán Raquel Martín                       |                        |                |
| Capitán Rock | Kazuki Yao             | Rais David Báscones                                 | Ricardo Mendoza        |                |
| Hachibee Hachibei (ES/MX/AR) | Yūichi Nagashima       | Abel Navarro                                        |                        |                |
| Nanako | Yūko Nagashima         | Pepa Agudo Marta Sainz (Sustitución)                | Mónica Villaseñor      |                |
| Kanea Marigold Divina Maritela Marinera (ES) Carmen Marigold (MX) Divina Maritela (AR) | Satomi Kōrogi          | Pepa Agudo                                          |                        |                |
| Ann Marigold Ana Maritela Marinera (ES) Ana Maritela (AR) | Atsuko Tanaka          | Pilar Domínguez Elena Ruiz de Velasco (Sustitución) |                        |                |
| Donzu Marygold Donato Maritela Marinera (ES) | Mitsuru Miyamoto       | Rais David Báscones                                 |                        |                |
| Daniel | Wataru Takagi          | Rais David Báscones                                 | Armando Coria          |                |
| MAM Mami (ES) | Yūko Mita              | Marta Sainz                                         |                        |                |
| Doris Anderson | Akiko Hiramatsu        | Elena Ruiz de Velasco Marta Sainz (Sustitución)     |                        |                |
| Musashi Mushashito | Kōichi Kitamura        |                                                     |                        |                |
| Monica Françoise Mónica del Camino de la Cruz | Yuki Masuda            | Elena Ruiz de Velasco                               |                        |                |
| Maron Rosita (ES) | Sakura Tange           | Marta Sainz                                         | María Fernanda Morales |                |
| Profesor Note Nota | Tomohisa Asō           |                                                     | Daniel Abundis         |                |
| Emperador Ganon Papón | Norio Wakamoto         | Rafael Calvo (Madrid)                               |                        |                |
| Barasu Barrabás | Nobuo Tobita           | Emilio García                                       |                        |                |
| Dotsuuku Sansona | Mari Mashiba           | Pepa Agudo                                          |                        |                |
| Saguuru Verdín | Kōsuke Okano           | Rais David Báscones                                 |                        |                |
| Surume Sepia Seca | Hideyuki Umezu         | José Ramón Azpiri                                   |                        |                |
| Datos técnicos: - Director de doblaje: ¿? (México) - Traductora: Carlos Pimentel (México) - Estudio de doblaje: TVM (Ciudad de México) - Director de doblaje: Ángel Sacristán (España) - Traductora: Alessandra Moura (España) - Estudio de doblaje: Arait Multimedia (Madrid) |                        |                                                     |                        |                |

### México
- Carmen - Socorro de la Campa
- Yuki - Gabriela Willert
- Haru - Gisela Casillas
- Guki - Ricardo Mendoza

## Terminología
- YAT: Es una pequeña y tranquila agencia de viajes espaciales. La agencia no tiene muy buena impresión y a veces ponen reclamaciones contra ella, pero sin embargo hay gente a la que le gusta la agencia. YAT es la abreviación de "Yamamoto Anshin Travel" (Viajes Tranquilos Yamamoto). El presidente es Yamamoto, el padre de Katsura como ya indica el nombre.

- YAT Dove (YATダブ YAT Dabu?): La nave de YAT es la pequeña y única nave al servicio de YAT, que se aloja en la YAT Jumbo. Se usa principalmente para viajes cortos, para descender al planeta o ascender al planeta y partir de la agencia dado que solo está capacitada para ello, y otras funciones en caso de emergencia. Solo precisa de algún que otro almacén, los asientos para los clientes, la sala de máquinas y la cabina de pilotos. Tiene apariencia de un autobús expreso.

- YAT Jumbo (YATジャンボ YAT Janbo?): El YAT Jumbo es la nave que aloja al YAT Dove y es más grande. Es la nave que habitualmente espera en la órbita, para cuando YAT hace un viaje o transporte de larga distancia y de acoplamiento a la nave de YAT. Además de ser la que cruza el túnel tridimensional. La YAT Jumbo incluye más equipamiento que la YAT Dove, como habitaciones para la tripulación, salas espaciosas, varios almacenes, salas de control, etc.

- Compañía El Señor del Cosmos (コスモロード社 Kosumo Rōdo sha?, Cosmo Lord): Es la compañía de viajes espaciales más grande. Es dueña del túnel tridimensional y su presidenta es Ann Marygold. Además, dispone de mucho dinero y de la especial nave Reina Mary Gold donde reside Kanea Marygold, Daniel y MAM.

- Grupo Reina Mary Gold/ Maritela Marinera (クイーン・マリー・ゴールド号 Kuīn Marī Gōrudo gō?, Queen Mary Gold): Propiedad del Señor del Cosmos, el Reina Mary Gold es un gran crucero en el que principalmente reside Kanea, hija de Ann Marygold presidenta del Señor del Cosmos. El Reina Mary Gold es controlada por MAM y supervisado por Daniel. Es un crucero muy lujoso con un gran escudo y todo tipo de detalles.

- Nave del capitán Rock: La nave del capitán Rock era propiedad de Yamamoto, pero cuando se jubiló pasó a ser propiedad del capitán Rock. La nave es muy grande, y posee muchas funciones como el sistema de hiperespacio para teletransportarse y un Megacañón; pero para poder usarlos se necesita mucha energía y para ello dispone de unas especies de bicicletas con generadores eléctricos. Es una parodia de la "Arcadia", nave de Harlock.

- Túnel Tridimensional: Como su nombre indica, es un túnel con una especie de gran agujero cósmico que al pasar por él se puede llegar a otra dimensión, usando una gran lucha contra la energía gravitacional, esta red de transporte ha permitido trasladarse a diferentes lugares de las galaxias sin intervalos de tiempo y sin dificultades. Su uso principal consiste en usarlo con fines múltiples con propósitos comerciales, como el turismo de la actual carretera. Puede ser traspasado fácilmente por cualquier nave espacial aunque no esté bien equipada. Fue construido por Daigo Hoshiwatari, padre de Gorou, y es propiedad del Señor del Cosmos.

- Sistema Daigo/ Diego: Como el nombre indica, el sistema fue ideado por Daigo Hoshiwatari. Él compró y desarrolló este sistema. Es el núcleo del Túnel Tridimensional, controla la energía gravitacional para abrir un gran agujero en el espacio.

- Teletransportador Instantáneo: Es una máquina inventada por el Profesor Notas. Permite ampliar el poder de la transportación de Rosita y así poder teletransportar una nave a cualquier lugar. La precisión del destino depende del estado de ánimo de Rosita.

- Imperio Ganon/ Papón: Imperio malvado que trata de dominar el universo. El imperio se encuentra en la Nebulosa Siluro, basada en el emperador Ganon. Es muy grande y posee muchas trampas. Su fuente de energía y existencia es el mismo emperador Ganon y el mineral ganonium/ paponium. Todo el universo teme al imperio Ganon excepto la zona de donde provienen los protagonistas que ni siquiera conocían el imperio.

## Lista de episodios
- Artículo Principal: Lista de episodios de YAT Anshin! Uchū Ryokō

## Banda sonora
- Opening:

1. Heaven de HIM (1-50)
2. Evārasutingu - Rūpu de Supersonic Float (50-75)

- Ending:

1. Dame yo! Dame yo! Dame yo! de Hekiru Shiina (1-25)
2. Moonlight de Hekiru Shiina (26-50)
3. Jun de Hekiru Shiina (51-75)

## Incidente en el episodio 25
El 29 de marzo de 1997, El capítulo 25 contenía una escena con efecto estroboscópico de destellos rojos rápidos y colores blancos que despertaron la epilepsia de cuatro niños antes del incidente "Shock Pokémon", ambos casos fueron similares.. Después de este incidente, los productores decidieron retransmitir el capítulo en lo cual tuvieron que rediseñar y remasterizar el fragmento del incidente, reduciendo el efecto estroboscopico de los detellos de los colores rojo y blanco, quedando así solamente se ve el fondo de color rojo, la cual le quitaron el efecto "paka-paka" para que así solo quedara el fondo del color rojo medio brillante detenido por 4 segundos.

## Personal
- Proyecto: Shin Mamoru Nishikawa.
- La serie consta de: Rin Tamio.
- Diseño: Kudou Hiroshi Canadá.
- Dirección de Arte: Seiko Akashi.
- Director de Fotografía: Yasushi Yoshi Hisashi Toyo.
- Editorial: Kogawa Masashi.
- Música: Kenji Kawai.
- Director de Sonido: Miwa岩浪
- Efectos: Rie Komiya
- Producción de animación: Group TAC
- Productores de animación: Onishi
- Director: 登志, Namba
- Productor: Hisako Matsumoto
- Supervisor de producción: Oozi干生, Akira Watanabe
- Producción y derechos de autor: NHK

### Japoneses
- Web oficial en la página del creador
- Fan Web oficial
- Incidente en el episodio 25
- Lista de episodios

### Ingleses
- Anime News Network
- Anime News Network

- Datos: Q1402664